# 托坦维尔
托坦维尔（法語：Totainville，法語發音：[tɔtɛ̃vil] ⓘ）是法国大東部大區孚日省的一个市镇，属于讷沙托区。

## 地理
托坦维尔（48°19'31"N, 5°59'7"E）面积5 平方千米，位于法国大東部大區孚日省，该省份为法国东北部内陆省份，北起默兹省和默尔特-摩泽尔省，西接上马恩省，南至上索恩省和贝尔福地区省，东临上莱茵省和下莱茵省。
与托坦维尔接壤的市镇（或旧市镇、城区）包括：比耶库尔、克桑图瓦地区栋巴斯尔、克桑图瓦地区梅尼、奥埃勒维尔、圣普朗谢。

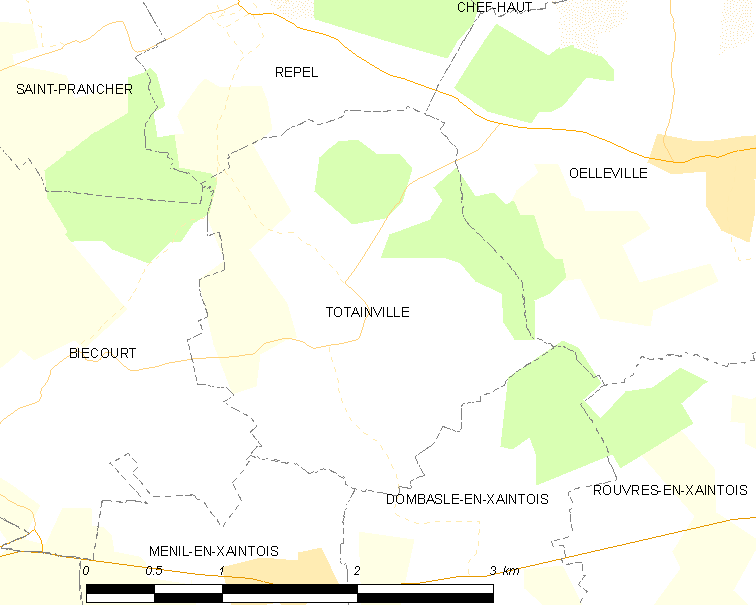
托坦维尔的OSM定位图

托坦维尔的时区为UTC+01:00、UTC+02:00（夏令时）。

## 行政
托坦维尔的邮政编码为88500，INSEE市镇编码为88476。

## 政治
托坦维尔所属的省级选区为米尔库尔县。

## 人口

1962-2008年间托坦维尔人口变化图示

托坦维尔于2022年1月1日时的人口数量为114人。